# پلسیس (نیویورک)
پلسیس (به انگلیسی: Plessis) یک منطقهٔ مسکونی در ایالات متحده آمریکا است که در نیویورک واقع شده‌است. پلسیس ۱۶۴ نفر جمعیت دارد و ۱۲۳٫۱۴ متر بالاتر از سطح دریا واقع شده‌است.